# Овета Калп Хоббі
Овета Калп Хоббі (англ. Oveta Culp Hobby; 19 січня 1905, Кілін, Техас, США — 16 серпня 1995, Х'юстон, Техас, США) — американська державна діячка, перший міністр охорони здоров'я і соціальних служб США (1953—1955), член Республіканської партії США. Була першою директоркою Жіночого армійського корпусу з 1942 по 1945 рік, а також — редакторкою, видавцем і головою ради Houston Post.

## Життєпис

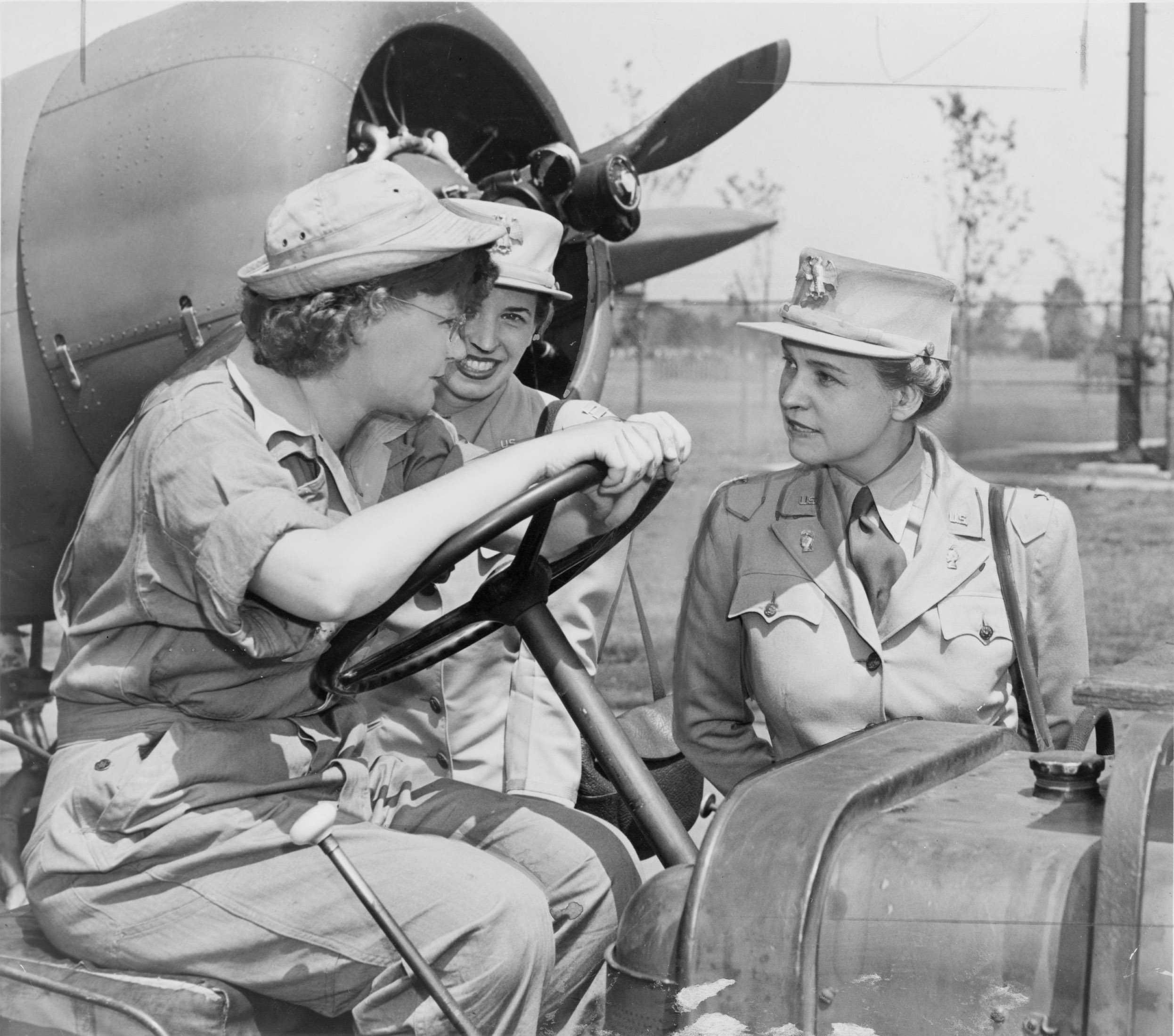
Полковник Овета Калп Хобі (праворуч) розмовляє з помічником Маргарет Петерсон і капітаном Елізабет Гілберт на базі ВВС Мітчел Філд, Нью-Йорк. (фото: Al Aumuller, World Telegram & Sun.

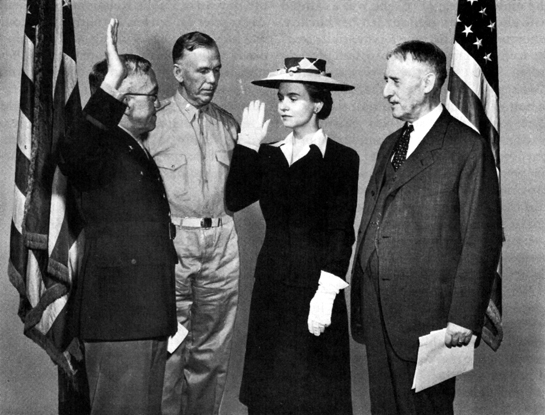
Овета Калп Хоббі приведена до присяги як перша керівниця Жіночого армійського допоміжного корпусу генерал-майором Майроном К. Крамером. Генерал Джордж К. Маршалл, другий ліворуч, і військовий міністр Генрі Л. Стімсон були свідками церемонії.

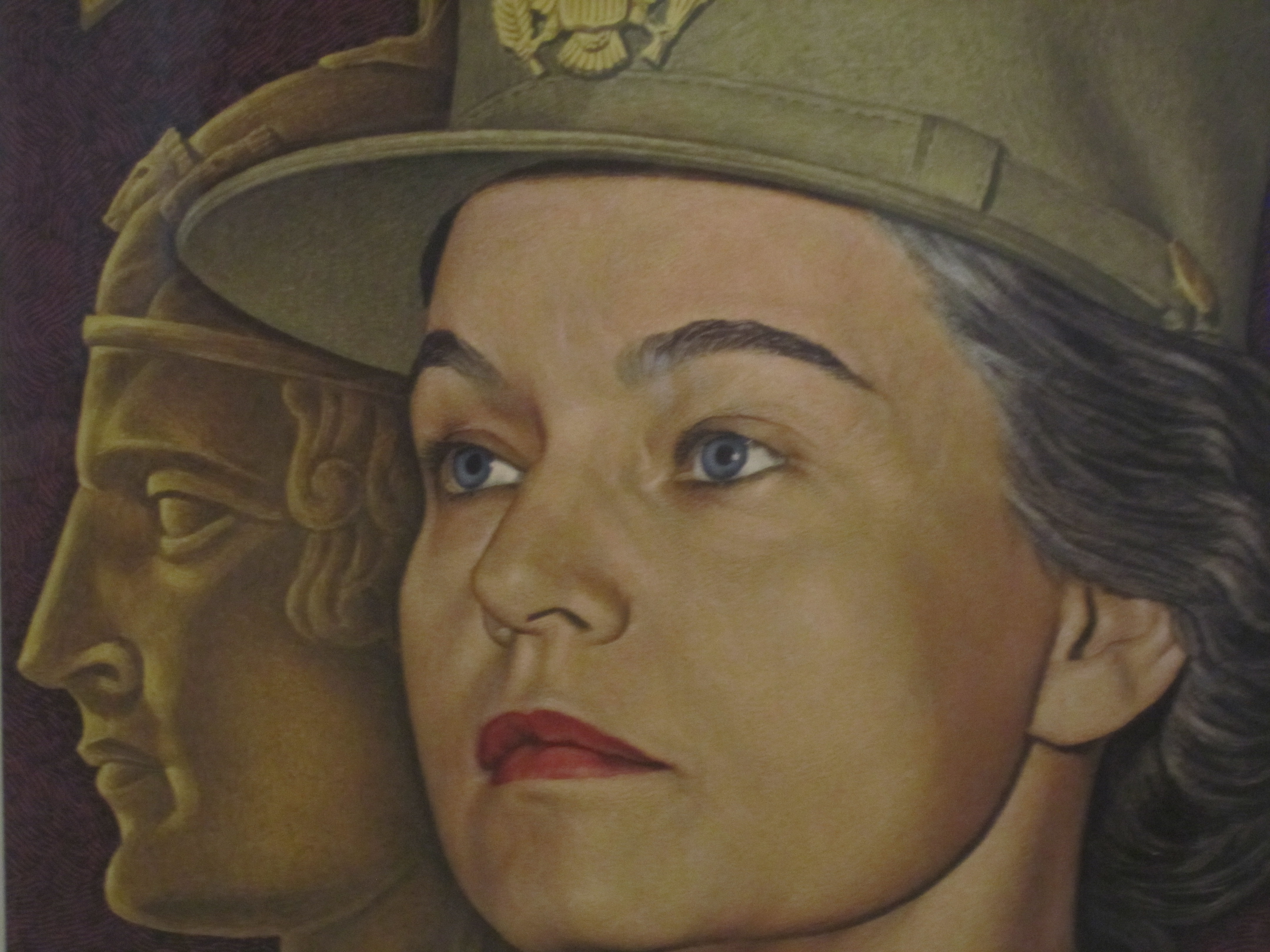
Портрет полковника Овети Хоббі у військовій формі в Національній портретній галереї США у Вашингтоні

Народилася 1905 року в Кілліні, штат Техас, у родині техаського юриста Айзека Вільяма Калпа та Емми Елізабет Гувер. Навчалася самостійно, якийсь час займалася в Жіночому коледжі Мері Хардін Бейлор, але його не закінчила. Також відвідувала курси права в коледжі права та торгівлі Південного Техасу, але також не отримала диплом. Продовжила вивчати право в юридичній школі Техаського університету, але офіційно не вступила і тому так і не отримала освітнього ступеня.
З 21-річного віку розпочалася її політична кар'єра, протягом кількох років вона була членом Палати представників штату Техас. У 1931 році у 26-річному віці одружилася з колишнім губернатором Техасу та видавцем «Х'юстон Пост» Вільямом Хоббі. Невдовзі після цього Овета стала редакторкою в газеті, а потім виконавчим віцепрезидентом, президентом та видавцем газети.
Під час Другої світової війни Хоббі на короткий час очолила жіночий підрозділ міністерства оборони (War Department's Women's Interest Section), потім була призначена директоркою Допоміжних жіночих армійських корпусів (WAAC) (пізніше Жіночого армійського корпусу (WAC)) — підрозділів, створених для участі жінок у військовій службі через нестачу військовослужбовців. Якщо раніше єдиними жінками в армії США були медсестри, то створення Жіночих корпусів кардинально змінило ситуацію, хоча Хоббі вважала участь жінок у збройних силах тимчасовою необхідністю. Сама Хоббі за час війни дослужилася до полковника і була нагороджена медаллю «За видатні заслуги», ставши першою жінкою, яка отримувала цю нагороду.
1953 року президент Ейзенхауер призначив її головою Федерального агентства безпеки, проте воно за кілька місяців було ліквідовано. У квітні 1953 року стала першим після створення відомства міністром охорони здоров'я і соціальних служб США. На цій посаді вона, зокрема, схвалила використання винайденої Джонасом Солком вакцини проти поліомієліту.
1955 року вийшла у відставку й повернулася до Х'юстона. Приблизно в цей час стала одною із фігурантів скандалу навколо лабораторій Каттера (частина випущеної лабораторією вакцини містила в собі живі штами поліомієліту). У Х'юстоні знову стала президенткою та редакторкою «Х'юстон Пост»; активно співпрацювала з громадськими рухами та різного роду підприємцями в усій країні, а також піклувалася про свого хворого чоловіка. Далі працювала в багатьох радах й обіймала посади радників у різних громадських і бізнес-установах по всій країні. За її діяльності 17 коледжів та університетів, зокрема Колумбійський та Пенсільванський університети, надали їй почесний науковий ступінь доктора наук. Також її ім'ям названо кілька наукових та освітніх закладів у штаті Техас. Вона була першою жінкою, кандидатура якої розглядалася на вибори президента США — Ейзенхауер заохочував її балотуватися в президенти 1960 року, але вона відмовилася.

## Родина
1931 року Овета одружилася з Вільямом П. Хоббі, редактором та майбутнім власником Houston Post, який обіймав посаду 27-го губернатора Техасу з 1917 по 1921 рік. У шлюбі народилося двоє дітей. У 1938 році, ставши віцепрезиденткою газети, Овета надавала більшого значення жіночим новинам.
Хоббі та її чоловік були південними демократами, але протягом 1930-х років стали незадоволені партією. Вони вважали, що соціальні програми Франкліна Д. Рузвельта перевищували їхні початкові наміри. Після Другої світової війни Хоббі намагався схилити виборців від Демократичної партії до висунення кандидатів у президенти від Республіканської партії, заснувавши багато організацій по всьому штату.
Овета Калп Хоббі померла від інсульту 1995 року в Х'юстоні й була похована на кладовищі Гленвуд.
Син Вільям П. Хоббі-молодший обіймав посаду 37-го віцегубернатора Техасу з 1973 по 1991 рік, найдовше пробувши на цій посаді. Донька Джессіка була одружена з Генрі Е. Кетто-молодшим, колишнім послом США у Великій Британії та була активісткою захисту навколишнього середовища та Демократичної партії. На загальних виборах 1998 року онук Хоббі Пол Хоббі програв вибори в Техасі Керолу Стрейгорну.